# 個人偏好
個人偏好又可稱為個人喜好（英語：personal preferences），它是一種行為。這裡指的是社會學中的消費行為之一，與經濟學的偏好（英语：preference）或心理學所指偏好不同，但有一定程度的相關。所指的行為是：每個人對於商品的喜歡程度，對於社會上的消費是非常重要的，因為這會直接影響整體消費情況，更會改變整體市場商品價格與情況。

## 行為解釋
每個人都有食、衣、住、行、育、樂等等須求，滿足這些須求就稱消費行為，影響消費行為的其中之一，就是個人偏好。所指的是每個消費者所喜歡的跟覺得須要的排名出來想先要的，覺得必須的，自己喜歡的，就可稱為個人偏好。企業或是商業團體能夠藉由大數據來研究消費者的個人偏好，並藉此推出相關的廣告來吸引消費者購買產品。

## 偏好影響
通常受到的是流行、廣告、傳統等等的影響，而改變所須要的，其中偏好會影響消費者採購物品的優先次序，以及需求，其中最常見的例子像：便利商店推出玩具贈品，吸引消費，或為了追流行而消費，都會改變市場需求。

## 偏好需求
在須求越高，商品稀少時，價格升高，則須求少時，則價格下跌；反之，須求越高，但收入越少時，買的便會降低，須求不變，但商品變貴時，會減少購買，這則另稱為需求法則，但與個人偏好是密不可分的。

## 外部連結
- 公民課本：個人偏好 （页面存档备份，存于）
- 社會選則理論：MBA智庫[]
- 公共選擇理論：MBA智庫[]
- 消費者偏好：MBA智庫[]
- 偏好的定義：MBA智庫[]
- 品牌偏好：MBA智庫[]